# Diadegma brevipetiolatum
Diadegma brevipetiolatum là một loài tò vò trong họ Ichneumonidae.